# قائمة مراكز التسوق في السعودية
هذه قائمة بمراكز التسوق الكبرى في المملكة العربية السعودية

## المنطقة الوسطى

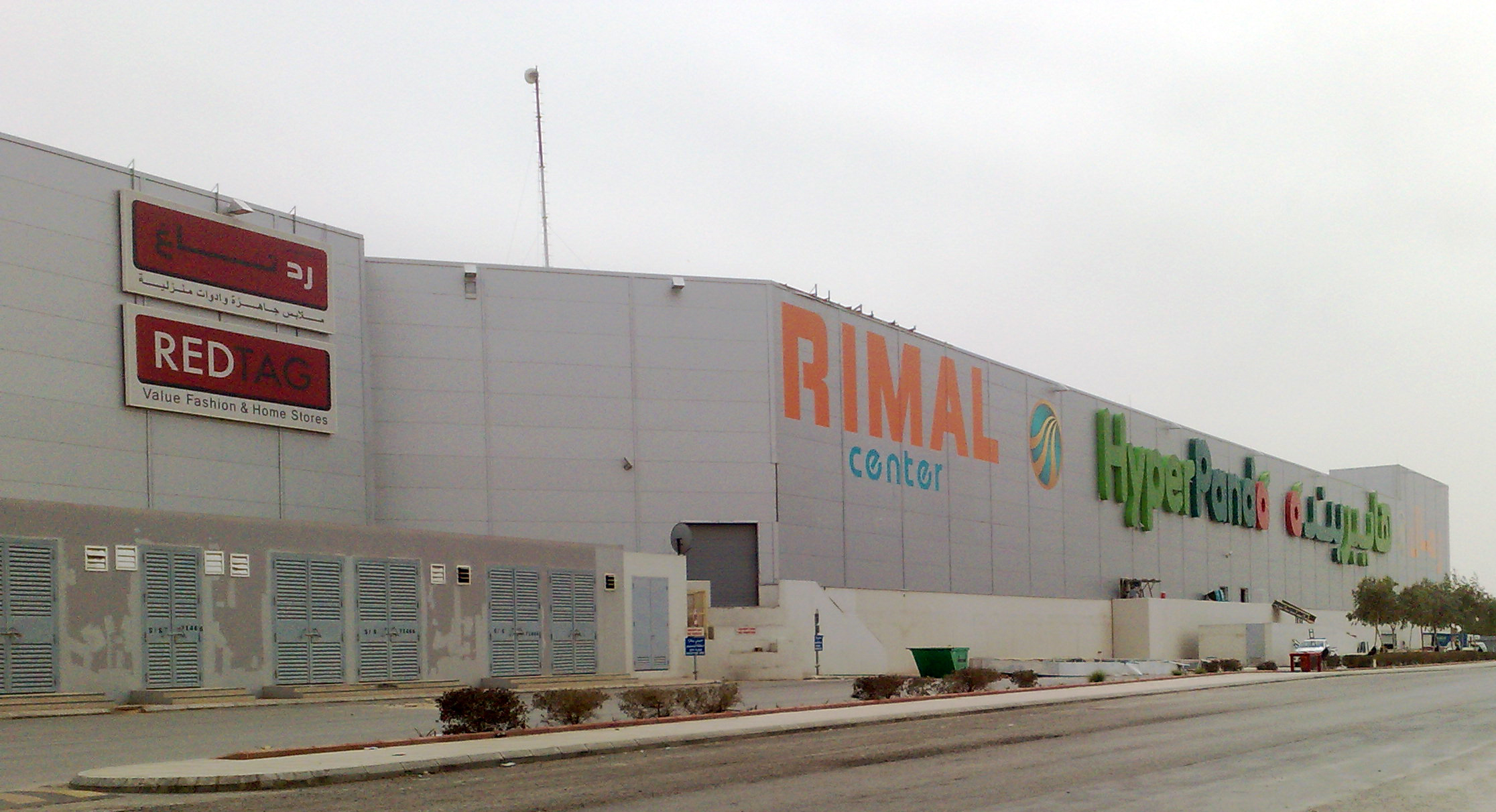
رمال سنتر

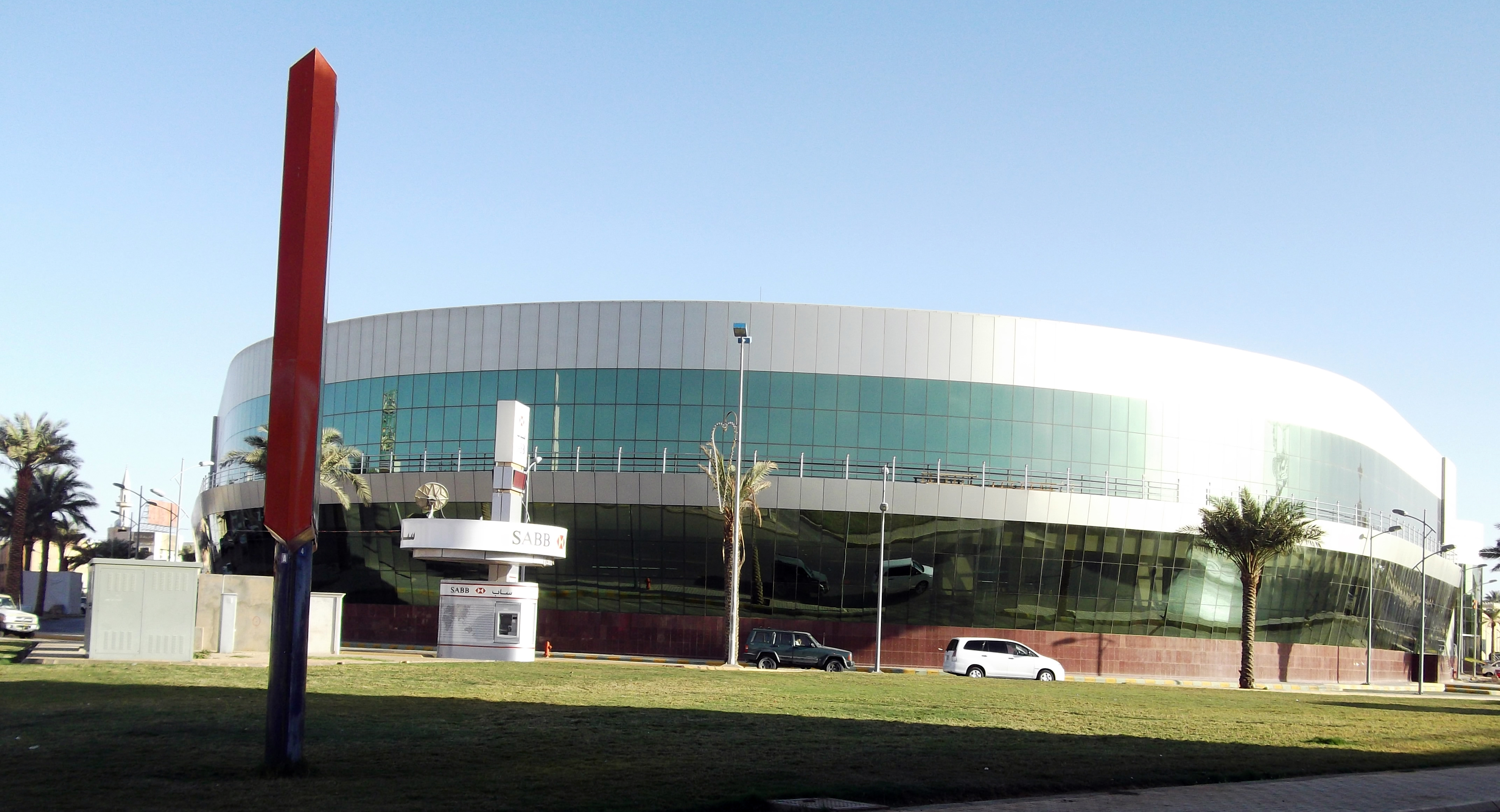
عنيزة مول

القصيم
- النخيل مول[1]، بريدة
- عنيزة مول
- العثيم مول، بريدة
- العثيم مول، عنيزة

الرياض (العاصمة)
- القصر مول[2]
- صحارى مول
- غرناطة مول
- المملكة
- الرياض جاليري[3]
- رمال سنتر
- العثيم مول، الربوة
- العثيم مول، خريص
- بانوراما مول
- النخيل مول
- الفيصلية
- حياة مول
- مارينا مول
- الحمراء مول
- العقارية
- سلام مول
- ذا فيو مول
- تالا مول

## المنطقة الغربية
مكة
- الضيافة مول[4]
- مكة مول

الطائف
- جوري مول
- تيرا مول

جدة
- ذا فيلج مول
- جدة بارك
- عزيز مول
- السلام مول
- الياسمين مول
- هيفاء مول

المدينة
- عالية مول
- النور مول

## المنطقة الشرقية
الدمام
- مارينا مول
- العثيم مول
- دارين مول
- النخيل مول

الخبر
- الراشد مول
- الظهران مول

الهفوف
- الأحساء مول
- العثيم مول

الجبيل
- الجبيل مول